# Zakład karny Goldlauter
Zakład karny Goldlauter – zakład karny w dzielnicy Goldlauter w mieście Suhl w Turyngii. Ze względu na malownicze okolice u podnóża góry Beerbergs jest nazywany również „Hotel Waldblick”.

## Historia
Zakład karny Goldlauter pierwotnie zaprojektowano jako areszt śledczy Ministerstwa Bezpieczeństwa Państwowego NRD. 10 grudnia w 1986 roku było oficjalnym rozpoczęciem budowy przed zakończeniem wywłaszczenia nieruchomości. Po upadku tej instytucji w dniu 1 stycznia 1990 roku, prace budowlane kontynuowano były przez byłego dyrektora Okręgowego Volkspolizei w Suhl. Wstępny wniosek z pracy był w grudniu 1990 roku.
W miesiącach jesiennych 1989/1990 budynek odwiedził burmistrz Suhle zaszokowany projektem zakładu. Środki bezpieczeństwa przewidziane przez państwo, czyli pokoje przesłuchań oraz izolatki zostały zdemontowane przed ostatecznym oddanie do użytku. Pierwsi więźniowie weszli do zakładu w dniu 29 stycznia 1991 roku. W Wielki Piątek 29 marca 2013 roku 52 latek uzbrojony w nóż wziął jako zakładnika 26-letniego pracownika zakładu. Skazany za brutalne przestępstwa porywacz zażądał adwokata i przeniesienie do innego zakładu. We wczesnych godzinach rannych Wielkiej Soboty, policja obezwładniła porywacza bez obrażeń oraz uwolniła zakładnika.

## Obecne wykorzystanie
Ogólnie rzecz biorąc, Zakład karny Goldlauter ma 332 miejsca odosobnienia, z których 310 jest w systemie zamkniętych i 22 w systemie otwartym. Głównym zadaniem więźniów płci męskiej którzy otrzymali krótkie kary pozbawienia wolności jest praca jako wolontariusze. Tylko 167 osób jest temu przeciwnych. Początkowo na terenie był zakład poprawczy przeniesiony 31 grudnia 2004 roku do zakładu karnego w centrum szkoleniowym Gotha. Dodatkowo jest organem wykonawczym do deportacji więźniów. 27 czerwca 2005 roku w Turyngii było dziesięć osób zatrzymanych.